# Asómatos (Limassol)
Asómatos (grec moderne : Ασώματος) est un village de Chypre de plus de 726 habitants.